# Temporada 2017 de IndyCar Series
La temporada 2017 de la Verizon IndyCar Series es la 22ª temporada de la serie IndyCar y la 106° del campeonato de monoplazas de Estados Unidos.

## Escuderías y pilotos
La siguiente tabla muestra los pilotos confirmados oficialmente por sus escuderías para el campeonato 2017 de la IndyCar Series.
| Equipo                                       | Motor     | No. | Piloto (s)                | Ronda (s)                     |
| -------------------------------------------- | --------- | --- | ------------------------- | ----------------------------- |
| A. J. Foyt Enterprises                       | Chevrolet | 4   | Conor Daly                | Todas                         |
| A. J. Foyt Enterprises                       | Chevrolet | 14  | Carlos Muñoz              | Todas                         |
| A. J. Foyt Enterprises                       | Chevrolet | 40  | Zach Veach (R)            | 6                             |
| Andretti Autosport                           | Honda     | 26  | Takuma Satō               | Todas                         |
| Andretti Autosport                           | Honda     | 28  | Ryan Hunter-Reay          | Todas                         |
| Andretti Autosport with Lendium              | Honda     | 27  | Marco Andretti            | 1–4                           |
| Andretti Autosport with Yarrow               | Honda     | 27  | Marco Andretti            | 5–17                          |
| McLaren-Honda Andretti                       | Honda     | 29  | Fernando Alonso (R)       | 6                             |
| Michael Shank Racing with Andretti Autosport | Honda     | 50  | Jack Harvey (R)           | 6                             |
| Andretti Herta Autosport with Curb Agajanian | Honda     | 98  | Alexander Rossi           | Todas                         |
| Chip Ganassi Racing                          | Honda     | 8   | Max Chilton               | Todas                         |
| Chip Ganassi Racing                          | Honda     | 9   | Scott Dixon               | Todas                         |
| Chip Ganassi Racing                          | Honda     | 10  | Tony Kanaan               | Todas                         |
| Chip Ganassi Racing                          | Honda     | 83  | Charlie Kimball           | Todas                         |
| Dale Coyne Racing                            | Honda     | 18  | Sébastien Bourdais        | 1–5, 15–17                    |
| Dale Coyne Racing                            | Honda     | 18  | James Davison             | 6                             |
| Dale Coyne Racing                            | Honda     | 18  | Esteban Gutiérrez (R)     | 7–8, 10–14                    |
| Dale Coyne Racing                            | Honda     | 18  | Tristan Vautier           | 9                             |
| Dale Coyne Racing                            | Honda     | 19  | Ed Jones (R)              | Todas                         |
| Dale Coyne Racing                            | Honda     | 63  | Pippa Mann                | 6                             |
| Dreyer & Reinbold Racing                     | Chevrolet | 24  | Sage Karam                | 6                             |
| Ed Carpenter Racing                          | Chevrolet | 20  | Spencer Pigot             | 1–3, 5, 7–8, 10, 12–13, 16–17 |
| Ed Carpenter Racing                          | Chevrolet | 20  | Ed Carpenter              | 4, 6, 9, 11, 14–15            |
| Ed Carpenter Racing                          | Chevrolet | 21  | J. R. Hildebrand          | 1–2, 4–17                     |
| Ed Carpenter Racing                          | Chevrolet | 21  | Zach Veach (R)            | 3                             |
| Harding Racing                               | Chevrolet | 88  | Gabby Chaves              | 6, 9, 14                      |
| Juncos Racing                                | Chevrolet | 11  | Spencer Pigot             | 6                             |
| Juncos Racing                                | Chevrolet | 17  | Sebastián Saavedra        | 6                             |
| Lazier Partners Racing                       | Chevrolet | 44  | Buddy Lazier              | 6                             |
| Rahal Letterman Lanigan Racing               | Honda     | 13  | Zachary Claman DeMelo (R) | 17                            |
| Rahal Letterman Lanigan Racing               | Honda     | 15  | Graham Rahal              | Todas                         |
| Rahal Letterman Lanigan Racing               | Honda     | 16  | Oriol Servià              | 6–8                           |
| Schmidt Peterson Motorsports                 | Honda     | 5   | James Hinchcliffe         | Todas                         |
| Schmidt Peterson Motorsports                 | Honda     | 7   | Mikhail Aleshin           | 1–11, 13                      |
| Schmidt Peterson Motorsports                 | Honda     | 7   | Sebastián Saavedra        | 12, 14–15                     |
| Schmidt Peterson Motorsports                 | Honda     | 7   | Jack Harvey (R)           | 16–17                         |
| Schmidt Peterson Motorsports                 | Honda     | 77  | Jay Howard                | 6                             |
| Team Penske                                  | Chevrolet | 1   | Simon Pagenaud            | Todas                         |
| Team Penske                                  | Chevrolet | 2   | Josef Newgarden           | Todas                         |
| Team Penske                                  | Chevrolet | 3   | Hélio Castroneves         | Todas                         |
| Team Penske                                  | Chevrolet | 12  | Will Power                | Todas                         |
| Team Penske                                  | Chevrolet | 22  | Juan Pablo Montoya        | 5–6                           |

## Calendario
| Ronda | Fecha            | Carrera                                                    | Circuito                                    | Ciudad                   |
| ----- | ---------------- | ---------------------------------------------------------- | ------------------------------------------- | ------------------------ |
| 1     | 12 de marzo      | Gran Premio Firestone de San Petersburgo                   | (C) Circuito callejero de San Petersburgo   | San Petersburgo, Florida |
| 2     | 9 de abril       | Toyota Grand Prix of Long Beach                            | (C) Circuito callejero de Long Beach        | Long Beach, California   |
| 3     | 23 de abril      | Honda Indy Grand Prix of Alabama                           | (C) Barber Motorsports Park                 | Leeds, Alabama           |
| 4     | 29 de abril      | Desert Diamond West Valley Phoenix Grand Prix              | (O) Phoenix International Raceway           | Avondale, Arizona        |
| 5     | 13 de mayo       | IndyCar Grand Prix                                         | (C) Indianapolis Motor Speedway Road Course | Speedway, Indiana        |
| 6     | 28 de mayo       | 101st Indianapolis 500 presented by PennGrade              | (O) Indianapolis Motor Speedway             | Speedway, Indiana        |
| 7     | 3 de junio       | Chevrolet Detroit Grand Prix Presented by Lear Corporation | (C) The Raceway at Belle Isle Park          | Detroit, Míchigan        |
| 8     | 4 de junio       | Chevrolet Detroit Grand Prix Presented by Lear Corporation | (C) The Raceway at Belle Isle Park          | Detroit, Míchigan        |
| 9     | 10 de junio      | Rainguard Water Sealers 600                                | (O) Texas Motor Speedway                    | Fort Worth, Texas        |
| 10    | 25 de junio      | Kohler Grand Prix                                          | (C) Road America                            | Elkhart Lake, Wisconsin  |
| 11    | 9 de julio       | Iowa Corn 300                                              | (O) Iowa Speedway                           | Newton, Iowa             |
| 12    | 16 de julio      | Honda Indy Toronto                                         | (C) Exhibition Place                        | Toronto, Ontario         |
| 13    | 30 de julio      | Honda Indy 200                                             | (C) Mid-Ohio Sports Car Course              | Lexington, Ohio          |
| 14    | 20 de agosto     | ABC Supply 500                                             | (O) Pocono Raceway                          | Long Pond, Pennsylvania  |
| 15    | 26 de agosto     | Bommarito Automotive Group 500 presented by Valvoline      | (O) Gateway Motorsports Park                | Madison, Illinois        |
| 16    | 3 de septiembre  | Grand Prix at The Glen                                     | (C) Watkins Glen International              | Watkins Glen, New York   |
| 17    | 17 de septiembre | GoPro Grand Prix of Sonoma                                 | (C) Sonoma Raceway                          | Sonoma, California       |

- (C) Circuito mixto
- (O) Óvalo

## Resultados

### Resultados por Gran Premio
| Ronda | Carrera          | Pole position     | Vuelta rápida      | Piloto con más vueltas lideradas | Ganadores          | Ganadores                | Ganadores |
| Ronda | Carrera          | Pole position     | Vuelta rápida      | Piloto con más vueltas lideradas | Piloto             | Equipo                   | Marca     |
| ----- | ---------------- | ----------------- | ------------------ | -------------------------------- | ------------------ | ------------------------ | --------- |
| 1     | St. Petersburg   | Will Power        | Scott Dixon        | Sébastien Bourdais               | Sébastien Bourdais | Dale Coyne               | Honda     |
| 2     | Long Beach       | Hélio Castroneves | Hélio Castroneves  | Scott Dixon                      | James Hinchcliffe  | Schmidt Peterson         | Honda     |
| 3     | Birmingham       | Will Power        | Will Power         | Will Power                       | Josef Newgarden    | Penske                   | Chevrolet |
| 4     | Phoenix          | Hélio Castroneves | Will Power         | Simon Pagenaud                   | Simon Pagenaud     | Penske                   | Chevrolet |
| 5     | Indianapolis GP  | Will Power        | Josef Newgarden    | Will Power                       | Will Power         | Penske                   | Chevrolet |
| 6     | Indianapolis 500 | Scott Dixon       | Takuma Satō        | Max Chilton                      | Takuma Satō        | Andretti                 | Honda     |
| 7     | Detroit 1        | Graham Rahal      | Josef Newgarden    | Graham Rahal                     | Graham Rahal       | Rahal Letterman Laningan | Honda     |
| 8     | Detroit 2        | Takuma Satō       | Josef Newgarden    | Graham Rahal                     | Graham Rahal       | Rahal Letterman Laningan | Honda     |
| 9     | Texas            | Charlie Kimball   | Tony Kanaan        | Will Power                       | Will Power         | Penske                   | Chevrolet |
| 10    | Road America     | Hélio Castroneves | Josef Newgarden    | Scott Dixon                      | Scott Dixon        | Chip Ganassi             | Honda     |
| 11    | Iowa             | Will Power        | Hélio Castroneves  | Hélio Castroneves                | Hélio Castroneves  | Penske                   | Chevrolet |
| 12    | Toronto          | Simon Pagenaud    | Simon Pagenaud     | Josef Newgarden                  | Josef Newgarden    | Penske                   | Chevrolet |
| 13    | Mid-Ohio         | Will Power        | Alexander Rossi    | Josef Newgarden                  | Josef Newgarden    | Penske                   | Chevrolet |
| 14    | Pocono           | Takuma Satō       | Tony Kanaan        | Scott Dixon                      | Will Power         | Penske                   | Chevrolet |
| 15    | Gateway          | Will Power        | Josef Newgarden    | Josef Newgarden                  | Josef Newgarden    | Penske                   | Chevrolet |
| 16    | Watkins Glen     | Alexander Rossi   | Sébastien Bourdais | Alexander Rossi                  | Alexander Rossi    | Andretti                 | Honda     |
| 17    | Sonoma           | Josef Newgarden   | Simon Pagenaud     | Simon Pagenaud                   | Simon Pagenaud     | Penske                   | Chevrolet |

### Campeonato de Pilotos
| Pos. | Piloto                  | STP | LBH | ALA | PHX | IMS | INDY | DET | DET | TEX | ROA | IOW | TOR | MDO | POC | GAT | WGL | SNM | Puntos |
| ---- | ----------------------- | --- | --- | --- | --- | --- | ---- | --- | --- | --- | --- | --- | --- | --- | --- | --- | --- | --- | ------ |
| 1    | Josef Newgarden         | 8   | 3   | 1   | 9   | 11  | 1922 | 4   | 2   | 13  | 2   | 6   | 1*  | 1*  | 2   | 1*  | 18  | 2   | 642    |
| 2    | Simon Pagenaud          | 2   | 5   | 3   | 1*  | 4   | 1423 | 16  | 5   | 3   | 4   | 7   | 5   | 4   | 4   | 3   | 9   | 1*  | 629    |
| 3    | Scott Dixon             | 3   | 4*  | 2   | 5   | 2   | 321  | 2   | 6   | 9   | 1*  | 8   | 10  | 9   | 6*  | 2   | 2   | 4   | 621    |
| 4    | Hélio Castroneves       | 6   | 9   | 4   | 4   | 5   | 219  | 7   | 9   | 20  | 3   | 1*  | 8   | 7   | 7   | 4   | 4   | 5   | 598    |
| 5    | Will Power              | 19  | 13  | 14* | 2   | 1*  | 239  | 18  | 3   | 1*  | 5   | 4   | 21  | 2   | 1   | 20  | 6   | 3   | 562    |
| 6    | Graham Rahal            | 17  | 10  | 13  | 21  | 6   | 1214 | 1*  | 1*  | 4   | 8   | 5   | 9   | 3   | 9   | 12  | 5   | 6   | 522    |
| 7    | Alexander Rossi         | 11  | 19  | 5   | 15  | 8   | 73   | 5   | 7   | 22  | 13  | 11  | 2   | 6   | 3   | 6   | 1*  | 21  | 494    |
| 8    | Takuma Satō             | 5   | 18  | 9   | 16  | 12  | 14   | 8   | 4   | 10  | 19  | 16  | 16  | 5   | 13  | 19  | 19  | 20  | 441    |
| 9    | Ryan Hunter-Reay        | 4   | 17  | 11  | 13  | 3   | 2710 | 13  | 17  | 19  | 14  | 3   | 6   | 8   | 8   | 15  | 3   | 8   | 421    |
| 10   | Tony Kanaan             | 12  | 15  | 7   | 6   | 20  | 57   | 15  | 10  | 2   | 21  | 9   | 19  | 16  | 5   | 16  | 20  | 16  | 403    |
| 11   | Max Chilton             | 16  | 14  | 12  | 20  | 7   | 4*15 | 11  | 15  | 8   | 9   | 14  | 7   | 15  | 18  | 17  | 8   | 12  | 396    |
| 12   | Marco Andretti          | 7   | 20  | 21  | 18  | 16  | 8    | 12  | 13  | 6   | 18  | 17  | 4   | 12  | 11  | 14  | 16  | 7   | 388    |
| 13   | James Hinchcliffe       | 9   | 1   | 6   | 12  | 13  | 2217 | 3   | 20  | 14  | 20  | 10  | 3   | 11  | 20  | 8   | 21  | 22  | 376    |
| 14   | Ed Jones RY             | 10  | 6   | 16  | 11  | 19  | 311  | 9   | 22  | 17  | 7   | 18  | 20  | 21  | 17  | 13  | 13  | 19  | 354    |
| 15   | J. R. Hildebrand        | 13  | 11  |     | 3   | 14  | 166  | 17  | 18  | 12  | 16  | 2   | 13  | 17  | 19  | 18  | 15  | 14  | 347    |
| 16   | Carlos Muñoz            | 21  | 7   | 17  | 10  | 15  | 1024 | 14  | 11  | 18  | 11  | 20  | 15  | 18  | 10  | 9   | 10  | 15  | 328    |
| 17   | Charlie Kimball         | 18  | 21  | 15  | 8   | 21  | 2516 | 21  | 8   | 21  | 6   | 15  | 12  | 13  | 16  | 7   | 7   | 11  | 327    |
| 18   | Conor Daly              | 15  | 16  | 18  | 14  | 17  | 3026 | 22  | 12  | 7   | 15  | 19  | 17  | 10  | 14  | 5   | 11  | 10  | 305    |
| 19   | Mikhail Aleshin         | 14  | 12  | 10  | 17  | 18  | 13   | 6   | 16  | 15  | 10  | 21  |     | 14  |     |     |     |     | 237    |
| 20   | Spencer Pigot           | 20  | 8   | 20  |     | 9   | 1829 | 10  | 21  |     | 12  |     | 18  | 19  |     |     | 12  | 13  | 218    |
| 21   | Sébastien Bourdais      | 1*  | 2   | 8   | 19  | 22  | Wth  |     |     |     |     |     |     |     |     | 10  | 17  | 9   | 214    |
| 22   | Ed Carpenter            |     |     |     | 7   |     | 112  |     |     | 11  |     | 12  |     |     | 12  | 21  |     |     | 169    |
| 23   | Gabby Chaves            |     |     |     |     |     | 925  |     |     | 5   |     |     |     |     | 15  |     |     |     | 98     |
| 24   | Juan Pablo Montoya      |     |     |     |     | 10  | 618  |     |     |     |     |     |     |     |     |     |     |     | 93     |
| 25   | Esteban Gutiérrez R     |     |     |     |     |     |      | 19  | 14  |     | 17  | 13  | 14  | 20  | 22  |     |     |     | 91     |
| 26   | Sebastián Saavedra      |     |     |     |     |     | 1531 |     |     |     |     |     | 11  |     | 21  | 11  |     |     | 80     |
| 27   | Oriol Servià            |     |     |     |     |     | 2112 | 20  | 19  |     |     |     |     |     |     |     |     |     | 61     |
| 28   | Jack Harvey R           |     |     |     |     |     | 3127 |     |     |     |     |     |     |     |     |     | 14  | 18  | 57     |
| 29   | Fernando Alonso R       |     |     |     |     |     | 245  |     |     |     |     |     |     |     |     |     |     |     | 47     |
| 30   | Pippa Mann              |     |     |     |     |     | 1728 |     |     |     |     |     |     |     |     |     |     |     | 32     |
| 31   | Zachary Claman DeMelo R |     |     |     |     |     |      |     |     |     |     |     |     |     |     |     |     | 17  | 26     |
| 32   | Jay Howard              |     |     |     |     |     | 3320 |     |     |     |     |     |     |     |     |     |     |     | 24     |
| 33   | Zach Veach R            |     |     | 19  |     |     | 2632 |     |     |     |     |     |     |     |     |     |     |     | 23     |
| 34   | Sage Karam              |     |     |     |     |     | 2821 |     |     |     |     |     |     |     |     |     |     |     | 23     |
| 35   | James Davison           |     |     |     |     |     | 2033 |     |     |     |     |     |     |     |     |     |     |     | 21     |
| 36   | Tristan Vautier         |     |     |     |     |     |      |     |     | 16  |     |     |     |     |     |     |     |     | 15     |
| 37   | Buddy Lazier            |     |     |     |     |     | 2930 |     |     |     |     |     |     |     |     |     |     |     | 14     |
| Pos. | Piloto                  | STP | LBH | ALA | PHX | IMS | INDY | DET | DET | TEX | ROA | IOW | TOR | MDO | POC | GAT | WGL | SNM | Puntos |

| Color   | Resultado                    |
| ------- | ---------------------------- |
| Oro     | Ganador                      |
| Plata   | 2.º lugar                    |
| Bronce  | 3.er lugar                   |
| Verde   | 4.º y 5.º lugar (top 5)      |
| Celeste | 6.º a 10.º lugar (top 10)    |
| Azul    | Finalizó (afuera del top 10) |
| Violeta | No terminó                   |
| Rojo    | DNQ - No se clasificó        |
| Marrón  | Wth - Retirado               |
| Negro   | DSQ - Descalificado          |
| Blanco  | DNS - No empezó              |
| Blanco  | C - Carrera cancelada        |

| Estado  | Resultado                                |
| ------- | ---------------------------------------- |
| Negrita | Pole position                            |
| Cursiva | Vuelta rápida                            |
| L       | Lideró al menos una vuelta de la carrera |
| *       | Quien lideró más vueltas en la carrera   |
| RY      | Novato del Año                           |
| R       | Novato                                   |

Los puntos se otorgan con estas formas:
| Posición                                                            | 1   | 2  | 3  | 4  | 5  | 6  | 7  | 8  | 9  | 10 | 11 | 12 | 13 | 14 | 15 | 16 | 17 | 18 | 19 | 20 | 21 | 22 | 23 | 24 | 25 | 26 | 27 | 28 | 29 | 30 | 31 | 32 | 33 |
| ------------------------------------------------------------------- | --- | -- | -- | -- | -- | -- | -- | -- | -- | -- | -- | -- | -- | -- | -- | -- | -- | -- | -- | -- | -- | -- | -- | -- | -- | -- | -- | -- | -- | -- | -- | -- | -- |
| 500 Millas de Indianápolis y Carrera final de la temporada (Sonoma) | 100 | 80 | 70 | 64 | 60 | 56 | 52 | 48 | 44 | 40 | 38 | 36 | 34 | 32 | 30 | 28 | 26 | 24 | 22 | 20 | 18 | 16 | 14 | 12 | 10 | 10 | 10 | 10 | 10 | 10 | 10 | 10 | 10 |
| Resto de las carreras de la temporada                               | 50  | 40 | 35 | 32 | 30 | 28 | 26 | 24 | 22 | 20 | 19 | 18 | 17 | 16 | 15 | 14 | 13 | 12 | 11 | 10 | 9  | 8  | 7  | 6  | 5  | 5  | 5  | 5  | 5  | 5  | 5  | 5  | 5  |
| Clasificación de las 500 Millas de Indianápolis                     | 42  | 40 | 38 | 36 | 34 | 32 | 30 | 28 | 26 | 24 | 23 | 22 | 21 | 20 | 19 | 18 | 17 | 16 | 15 | 14 | 13 | 12 | 11 | 10 | 9  | 8  | 7  | 6  | 5  | 4  | 3  | 2  | 1  |

### Campeonato de marcas
| Pos | Marca     | STP | LBH | ALA | PHX | IMS | INDY | DET | DET | TEX | ROA | IOW | TOR | MDO | POC | GAT | WGL | SNM  | Bono | Puntos |
| --- | --------- | --- | --- | --- | --- | --- | ---- | --- | --- | --- | --- | --- | --- | --- | --- | --- | --- | ---- | ---- | ------ |
| 1   | Chevrolet | 2   | 3   | 1   | 1   | 1   | 2    | 4   | 2   | 1   | 2   | 1   | 1   | 1   | 1   | 1   | 4   | 1    | 70   | 1489   |
| 1   | Chevrolet | 6   | 5   | 3   | 2   | 4   | 10   | 7   | 3   | 3   | 3   | 2   | 5   | 2   | 2   | 3   | 6   | 2    | 70   | 1489   |
| 1   | Chevrolet | 69  | 66  | 91* | 96* | 88* | 61   | 58  | 75  | 90* | 76  | 96* | 86* | 96* | 95  | 91* | 60  | 186* | 70   | 1489   |
| 2   | Honda     | 1   | 1   | 2   | 5   | 2   | 1    | 1   | 1   | 2   | 1   | 3   | 2   | 3   | 3   | 2   | 1   | 4    | 85   | 1326   |
| 2   | Honda     | 3   | 2   | 5   | 6   | 3   | 3    | 2   | 4   | 4   | 6   | 5   | 3   | 5   | 5   | 6   | 2   | 6    | 85   | 1326   |
| 2   | Honda     | 90* | 95* | 70  | 58  | 75  | 92*  | 96* | 88* | 73  | 83* | 65  | 75  | 65  | 66* | 68  | 96* | 120  | 85   | 1326   |